# Comuna Verhunî
Verhunî (în ucraineană Вергуни) este o comună în raionul Cerkasî, regiunea Cerkasî, Ucraina, formată din satele Neceaiivka și Verhunî (reședința).

## Demografie
Componența lingvistică a comunei Verhunî
     Ucraineană (95,56%)
     Rusă (4,22%)
     Alte limbi (0,03%)
Conform recensământului din 2001, majoritatea populației comunei Verhunî era vorbitoare de ucraineană (95,56%), existând în minoritate și vorbitori de rusă (4,22%).